# IJsland op de Olympische Winterspelen 1964
Tijdens de Olympische Winterspelen van 1964, die in Innsbruck (Oostenrijk) werden gehouden, nam IJsland voor de vijfde keer deel.

## Deelnemers en resultaten
Achter de namen staat tussen haakjes bij meervoudige deelname het aantal deelnames.

### Alpineskiën
| Olympiër                  | Discipline       | Resultaat | Prestatie                           |
| ------------------------- | ---------------- | --------- | ----------------------------------- |
| Kristinn Benediktsson (2) | reuzenslalom (m) | 61e       | 2.17,86 (+31,15)                    |
| Kristinn Benediktsson (2) | slalom (m)       | dnq       | niet geplaatst voor finalewedstrijd |
| Árni Sigurðsson           | reuzenslalom (m) | 56e       | 2.14,90 (+28,19)                    |
| Árni Sigurðsson           | slalom (m)       | 39e       | 2.39,12 (+27,99) 1.25,34+1.13,78    |
| Jóhann Vilbergsson (2)    | reuzenslalom (m) | dnf       | opgave                              |
| Jóhann Vilbergsson (2)    | slalom (m)       | dnq       | niet geplaatst voor finalewedstrijd |

### Langlaufen
| Olympiër             | Discipline | Resultaat | Prestatie            |
| -------------------- | ---------- | --------- | -------------------- |
| Birgir Guðlaugsson   | 15 km (m)  | 67e       | 1:04.53,9 (+13.59,8) |
| Birgir Guðlaugsson   | 30 km (m)  | 64e       | 1:54.00,3 (+23.09,6) |
| Thórhallur Sveinsson | 15 km (m)  | 55e       | 1:00.14,9 (+9.20,8)  |
| Thórhallur Sveinsson | 30 km (m)  | 61e       | 1:51.34,4 (+20.43,7) |

Argentinië · Australië · België · Bulgarije · Canada · Chili · Denemarken · Duits eenheidsteam · Finland · Frankrijk · Griekenland · Groot-Brittannië · Hongarije · IJsland · India · Iran · Italië · Japan · Joegoslavië · Libanon · Liechtenstein · Mongolië · Nederland ·  Noord-Korea · Noorwegen · Oostenrijk · Polen · Roemenië · Sovjet-Unie · Spanje · Tsjecho-Slowakije · Turkije · Verenigde Staten · Zuid-Korea · Zweden · Zwitserland